# Sex and Zen 3D
Sex and Zen 3D (3D rou pu tuan zhi ji le bao jian) è un film del 2011 diretto da Christopher Sun Lap Key.
Il film, di genere erotico prodotto ad Hong Kong, è un remake in versione stereoscopica del film del 1991 Sex and Zen - Il tappeto da preghiera di carne, tratto dal medesimo romanzo erotico cinese del XVII secolo scritto da Lǐ Yú, Il tappeto da preghiera di carne. Anche se considerato un vero e proprio remake questa versione riporta delle notevoli differenze dal classico di Michael Mak.

## Trama
Wei Yangsheng, un giovane studioso dell'epoca della Dinastia Ming, è convinto che ognuno debba perseguire il proprio piacere sessuale finché il tempo lo permette. Dopo aver conosciuto Tie Yuxiang, la figlia di un sacerdote taoista, se ne innamora e la sposa. La ragazza tuttavia non riesce a soddisfare i bisogni sessuali di Wei, il quale un giorno si fa così accompagnare dall'amico Lin alla Torre delle Rarità, dove risiede il principe di Ning. Conquistata la fiducia del principe, Wei comincerà a partecipare assiduamente alle orge che si tengono nella torre.

## Distribuzione
In molti stati il film è stato distribuito al cinema in una versione pesantemente tagliata delle scene di sesso e di violenza. In dettaglio, contro i 129 min. originali, il film è stato ridotto a: 118 min. nella versione distribuita ad Hong Kong, 113 min. in quella distribuita in Australia, 110 min. in quella distribuita nel Regno Unito e a 90 min. in quella distribuita in Italia.
Per quanto riguarda l'Italia, i pesanti tagli di tutte le scene di sesso e di violenza dalla versione italiana (circa 50 min. in meno rispetto alla versione originale), distribuita senza alcun divieto, e il doppiaggio hanno suscitato una forte polemica da parte degli spettatori che ha spinto la casa di distribuzione Lucky Red a giustificare il taglio motivando che una versione integrale sarebbe stata distribuita per il mercato home video.
Il film è stato infine distribuito in DVD e Blu-ray in versione integrale con il titolo Sex and Zen: Extreme Ecstasy.

## Accoglienza

### Incassi
Il primo giorno di proiezione il film ha incassato $ 351.000 negli Stati Uniti e $ 2.790.000 a Hong Kong, superando così gli incassi di Avatar alla prima a Hong Kong nel 2009 ($ 2.500.000). Nei soli primi quattro giorni di proiezione a Hong Kong il film ha incassato $13.104.982.
A partire dal 15 giugno 2011 Sex and Zen 3D ha guadagnato più di 40 milioni di dollari a Hong Kong contro i 5 milioni degli Stati Uniti.
Al 13 ottobre 2011, dopo due settimane di programmazione, il film ha incassato in Italia soltanto 110.011 €.

## Riconoscimenti
- 2011 - Sitges Film Festival
  - In concorso
- 2011 - Guy's Choice Awards
  - Film più popolare del 2011
- 2012 - Fribourg International Film Festival
  - Selezione ufficiale